# 萊蘭
萊蘭（Leyland）是英格蘭蘭開夏郡的一個城鎮，位於普雷斯頓以南大約6英里（10公里）處。2011年人口普查時，萊蘭估計有人口35,600人。萊蘭這一名字來自於古盎格魯薩克森語，意為耕種過的土地。